# Ludmiła Marjańska
Ludmiła Maria Marjańska, z domu Mężnicka (ur. 26 grudnia 1923 w Częstochowie, zm. 17 października 2005 w Warszawie) – polska poetka, prozaiczka i tłumaczka literatury angielskiej.

## Życiorys
Jej rodzina pochodziła z Austro-Węgier. Pradziadek poetki przeniósł się do Częstochowy i tam do połowy XIX wieku prowadził chór i zespół muzyczny na Jasnej Górze. W Częstochowie ukończyła I Liceum Ogólnokształcące im. Juliusza Słowackiego. W roku 1945 wyszła za mąż za Janusza Marjańskiego, mieli dwójkę dzieci – Marię i Macieja. W 1961 ukończyła filologię angielską na Uniwersytecie Warszawskim, choć pracę magisterską broniła na Uniwersytecie Waszyngtońskim, będąc na stypendium naukowym w Stanach Zjednoczonych. Debiutowała jako poetka w 1953 roku na łamach miesięcznika „Twórczość”, a jako tłumaczka tomem Wierszy szkockich Roberta Burnsa w 1956 r.
W latach 1957–1979 redagowała audycje poetyckie w Polskim Radiu (od 1966 w Programie III Polskiego Radia).
W latach 1993–1996 była prezesem Stowarzyszenia Pisarzy Polskich; należała także do Stowarzyszenia Tłumaczy Polskich oraz PEN Clubu, wcześniej (1959–1983) do Związku Literatów Polskich.
Przetłumaczyła utwory Emily Dickinson, Elizabeth Browning, Walta Whitmana, Williama Butlera Yeatsa, Richarda Wilbura i Marianne Moore.
Laureatka Nagrody Przewodniczącego Komitetu ds. Radia i Telewizji I stopnia (1981), odznaczona Krzyżem Kawalerskim Orderu Odrodzenia Polski, odznaką „Zasłużony Działacz Kultury”, Medalem im. Anny Kamieńskiej oraz nagrodą literacką im. Władysława Reymonta (1997). W 1999 jej imię otrzymała Szkoła Podstawowa w Młodowicach koło Przemyśla.
Zmarła po krótkiej chorobie w szpitalu przy ulicy Wołoskiej w Warszawie. Została pochowana na cmentarzu w Wilanowie.

## Twórczość

### Poezje
- Chmurne okna (1958)
- Gorąca gwiazda (1965)
- Rzeki (1969)
- Druga podróż (1977)
- W koronie drzewa (1979)
- Dmuchawiec (1984, wiersze dla dzieci)
- Blizna (1986)
- Zmrożone światło (1992)
- Prześwit (1994)
- Stare lustro (1994)
- Przez całe życie miłość (1998)
- Wybór wierszy 1958-1997 (1988)
- Spotkanie z Weroniką (1999)
- Żywica (2001)
- Córka bednarza (2002)
- A w sercu pełnia (wybór wierszy, 2003)
- Otwieram sen (2004)

### Powieści
- Powrócić do miłości (1971)
- Stopa trzeciej Gracji (1980)
- Pierwsze śniegi, pierwsze wiosny (1985)
- Życie na własność (1987)
- Zakochany zuch – dla dzieci (1989, 1997)
- Pimpinella i Tatarzy – dla dzieci (1994)
- To ja, Agata (1997)

## Przekłady
- Robert Burns, Wiersze szkockie (1956)
- Theodore Roethke, Dalekie pole (1971)
- Elizabeth Browning, Poezje wybrane (1976)
- Margaret Forster, Zacisze pana Bone (1973)
- Marianne Moore, Wiersze wybrane (1980, przekład razem z Julią Hartwig)
- Richard Wilbur, Jasnowidz i inne wiersze (1981)
- William Luce, Piękność z Amherst (1982)
- John Bierhorst, Czerwony łabędź (1984)
- Edwin A. Robinson, Wiersze wybrane (1986)
- William Butler Yeats, Poezje wybrane (1987, wyróżnienie Stowarzyszenia Tłumaczy Polskich)
- Emily Dickinson, I jestem różą (1998)
- Emily Dickinson, Przeczucie (2005)